# خوسيه لانا
خوسيه ماريا لانا، هو مدير كرة قدم يتولى حالياً إدارة المنتخب السوري، وكان سابقاً مديراً لمنتخبات الشباب الإسبانية.

## مهنة إدارية

### في إسبانيا
بدأ خوسيه لانا حياته المهنية كمدير مساعد في راسينغ سانتاندر مع أنجيل فياديرو. ثم انتقل إلى إدارة فريق إسبانيا تحت 15 و16 عامًا قبل أن يتم تعيينه في فريق تحت 17 عامًا. في عام 2023، تولى تدريب فريق تحت 19 عامًا استعدادًا لبطولة أوروبا تحت 19 عامًا، والتي فاز بها في عام 2024.

### سوريا
في 22 أغسطس/آب 2024، وقع خوسيه عقداً لمدة ثلاث سنوات لإدارة المنتخب السوري لكرة القدم مع عدم الكشف عن أجره. وكان المدرب متشككاً في البداية بشأن الانتقال إلى دمشق بسبب الوضع الأمني في سوريا، قبل أن يقنعه مدرب سوريا السابق هيكتور كوبر. انتقل إلى دمشق في 24 أغسطس.